# Syzygium bujangii
Syzygium bujangii är en myrtenväxtart som beskrevs av Peter Shaw Ashton. Syzygium bujangii ingår i släktet Syzygium och familjen myrtenväxter. Inga underarter finns listade i Catalogue of Life.